# Tupi de Austin
O Grêmio Recreativo Escola de Samba Tupi de Austin é uma escola de samba de Nova Iguaçu. sediada no bairro de Austin. possui cores azul e branco.

## História
Em 2009, foi a terceira escola a desfilar no segundo grupo do carnaval iguaçuano, com um samba que foi classificado pela crítica como médio.
Em 2012, a escola apresentou como enredo Transformar faraós, múmias e deuses da África para avenida brincar carnaval, de Miro Freitas, seguindo a proposta da Prefeitura de Nova Iguaçu de temática afro para aquele ano. Naquele ano, a escola optou pelo prata da casa Carlinhos Dindão, como seu cantor para o lugar de Lázaro Freitas, terminando na oitava colocação. em 2013 terá o enredo sobre Armagedom,  do carnavalesco Juninho Fala Sério, que ainda atuou como compositor do samba desse ano.

## Segmentos

### Presidentes
| Nome           | Mandato      |  |
| -------------- | ------------ |  |
| Celio Carreiro | ?-atualidade |  |

### Intérprete
| Nome             | Mandato   |
| ---------------- | --------- |
| Lázaro Freitas   | 2010-2011 |
| Carlinhos Dindão | 2012      |
| Tonho Imperial   | 2013-2014 |

### Diretores
| Ano       | Diretor de Carnaval | Diretor de harmonia | Mestre de bateria |
| --------- | ------------------- | ------------------- | ----------------- |
| 2010-2014 | Marcelo Barros      | Marcelo Barros      |                   |

## Carnavais
| Ano  | Colocação    | Grupo        | Enredo                                                                      | Carnavalesco       | Ref.        |
| ---- | ------------ | ------------ | --------------------------------------------------------------------------- | ------------------ | ----------- |
| 2011 | 14º lugar    | ÚNICO        | Lendas de Caribé Compositores:Raul Daniel, Dino e Simões                    | Miro Freitas       | [ 2 ]       |
| 2012 | 8ºlugar      | ÚNICO        | Transformar faraós, múmias e deuses da África para avenida brincar carnaval | Miro Freitas       |             |
| 2013 | Hour-concurs | Hour-concurs | Armagedom: A batalha final Compositor:Juninho Fala Sério                    | Juninho Fala Sério | [ 3 ] [ 4 ] |
| 2014 | 12º lugar    | ÚNICO        | Armagedom: A batalha final Compositor:Juninho Fala Sério                    | Juninho Fala Sério | [ 3 ] [ 4 ] |
| 2015 |              | Especial     |                                                                             | Taylor Santos      |             |